# Chamaesphecia andrianony
Chamaesphecia andrianony is een vlinder uit de familie wespvlinders (Sesiidae), onderfamilie Sesiinae.
De wetenschappelijke naam van de soort is voor het eerst geldig gepubliceerd door Viette in 1982. De soort komt voor in het Afrotropisch gebied.